# Jesús María Suárez
Jesús María Suárez (* 1845; † 1922) war ein venezolanischer Pianist, Komponist und Musikpädagoge.

## Leben
Suárez hatte den ersten Klavierunterricht bei seinem älteren Bruder Cesáreo Suárez. Ab dem 19. Lebensjahr studierte er bei José Mármol Muñoz in Caracas. Er wurde Direktor des Instituto de Bellas Artes (heute: Escuela José Ángel Lamas) und war neben Salvador Llamozas der angesehenste Musikpädagoge des ausgehenden 19. Jahrhunderts in Caracas. Unter seinen Schülern war der Komponist und Musikwissenschaftler Juan Bautista Plaza. Als Musikkritiker schrieb Suárez für die Zeitschriften Cojo Ilustrado, Zancudo und Lira Venezolana. Von ihm sind etliche Klavierkompositionen überliefert. Der Pianist und Musikwissenschaftler Evencio Castellanos gab 1979 in der Sammlung Elogio del Valse Venezolano seinen Walzer El arrullo de las Tórtolas neu heraus.

## Werke
- El arrullo de las Tórtolas
- El Nazareno de San Pablo, Marcha fúnebre para piano[1]
- ¡Vuelve a tu nido!, Romanza[2]
- Horas tristes, Romanza sin palabras para piano[3]
- La melancolía, Andante religioso para piano[3]
- Ausencia, Romanza para piano[3]
- Elena, Polka capricho[4]